# Яна Сексте
Яна Вікторівна Сексте (латис. Jana Sekste (6 квітня 1980 , Рига )) — латвійська і російська актриса театру і кіно.

## Біографія
У 2002 році закінчила Школу студію МХАТ (курс Олега Табакова та М. Лобанова). Після закінчення училища три сезони працювала в Ризькому російському театрі, де зіграла кілька ролей. За результатами опитування глядачів стала найкращою молодою актрисою Ризького театру російської драми сезону 2003—2004 років.
У 2005 році була прийнята в трупу театру-студії під керівництвом Олега Табакова. Паралельно була зайнята в спектаклях МХТ ім. Чехова.
Яна Сексте у вільний час займається верховою їздою, конкуром, а також сучасним танцем, хореографією.
Була однією з перших, хто організував рух лікарняному клоунади в Росії. З 2007 року разом з Максимом Матвєєвим на волонтерській основі працювала лікарем-клоуном в РДКБ. У 2013 році стала членом правління благодійного фонду «Доктор Клоун». Крім адміністративної діяльності, займається реалізацією спецпроектів та організовує спільні акції благодійного фонду «Доктор Клоун» з іншими благодійними організаціями.

### Особисте життя
- Перший чоловік (2008—2009) — актор Максим Матвєєв.
- Другий чоловік (з листопада 2013 року) — композитор Дмитро Марін.
  - Дочка Анна (нар.. 1 серпня 2014 року).

## Нагороди та номінації
- 2006 — Премія газети « Московський комсомолець» у номінації «Найкращий акторський ансамбль». Вистава «Розповідь про сім повішених» Л. Андрєєва
- 2006 — Премія «Тріумф» (Молодіжна)
- Рік випуску 2008 — Премія газети «Московський комсомолець» в номінації «Полуметри: найкращий дует» за роль Марютки в спектаклі МХТ ім. А. П. Чехова «Сорок перший. Opus Posth.»
- Рік випуску 2008 — Благодійна премія фонду підтримки і розвитку О. Табакова за роль Марютки в спектаклі МХТ ім. А. П. Чехова "Сорок перший. Opus posth "[5]
- 2009 році — номінація на премію " Зірка театрала ", категорія «За найкращий ансамбль» (спільно з Андрієм Фоміним, Сергієм Сосновським, Євгеном Міллером, Юрієм Чурсіним за роботу у виставі «Старший син» за п'єсою Олександра Вампілова[6] .
- 2017 — Подяка Міністра Уряду Москви, Керівника Департаменту Культури міста Москви
- 2017 — Подяка Мера Москви

## Творчість

### Ролі в театрі

#### МХТ ім. Чехова

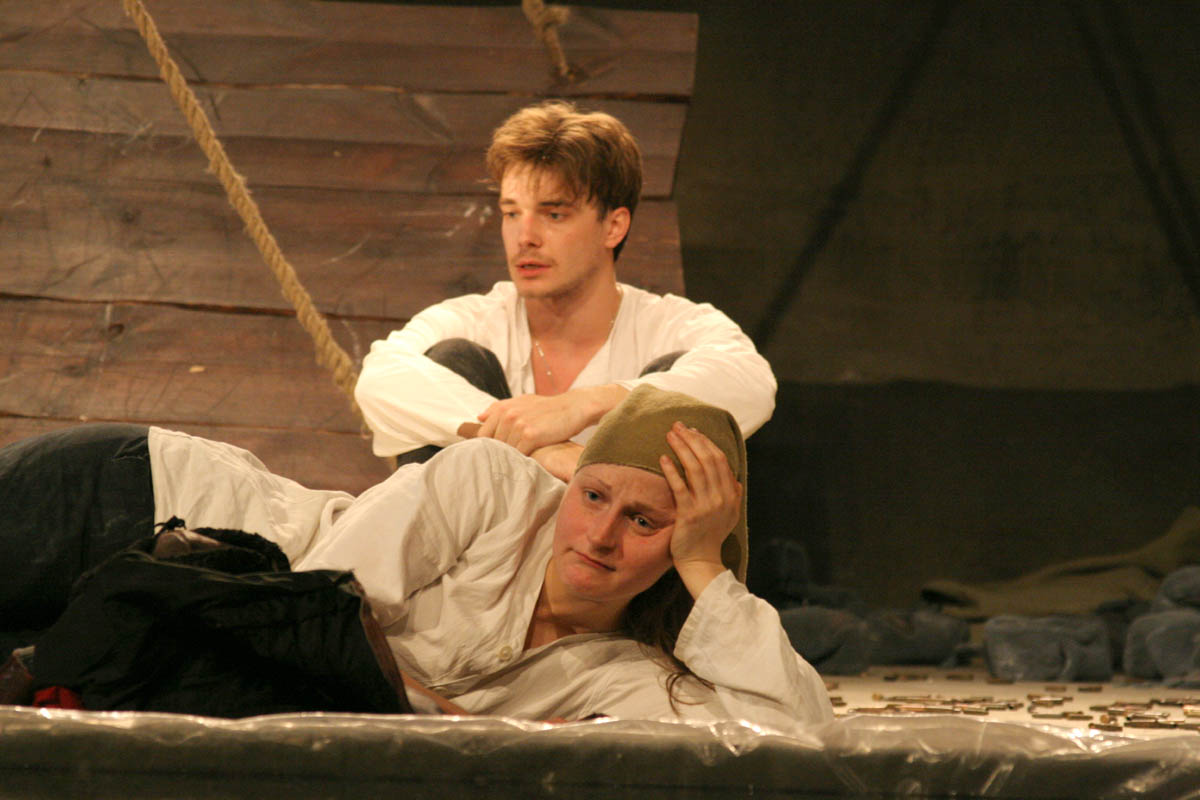
Сцена з вистави «Сорок перший»
Яна Сексте і Максим Матвєєв

- 2001 — " Старосвітські поміщики " Миколи Гоголя. Режисер: Міндаугас Карбаускіс — дівка
- 2008 — "Сорок перший. Opus Posth " Бориса Лавреньова . Режисер: Віктор Рижаков — Марютка

#### Ризький російський театр ім. Михайла Чехова
- «Наталі» — Соня
- «Білоксі-блюз» — Дезі
- «Безплідні зусилля любові» — Метелик
- " Вишневий сад " — Дуняша
- «Чудовий рогоносець» — Стелла
- «Любов як діагноз» — Федра

#### Московський театр-студія під керівництвом Олега Табакова
- «Білоксі-Блюз» Ніла Саймона. Режисер: Олег Табаков — Дезі
- 2004 — «Дядя Ваня» Антона Чехова. Режисер: Міндаугас Карбаускіс — Соня
- 2005 — «Блюз Товстуни Фредді» Філіпса Дж. Барріа. Режисер: Андрій Дрознін — Дженні
- 2005 — «Розповідь про сім повішених» — Муся
- 2006 — "ПРИГОДА, складена за поемою Миколи Гоголя «Мертві душі» — Дівчина
- 2007 — «Розповідь про щасливу Москву» — Дівчина
- 2008 — " Старший син " Олександра Вампілова. Режисер: Костянтин Богомолов — Ніна
- 2008 — " Батьки і діти " Івана Тургенєва . Режисер: Костянтин Богомолов — Фенічка
- 2009 — «Вовки та вівці» Олександра Островського. Режисер К. Богомолов — Тамерлан
- 2014 року — «Три сестри» Антона П. Чехов. Режисер А. Марін — Наталія Іванівна
- 2015 — «Буря. Варіації» Вільяма Шекспір. Режисер А. Марін — Аріель
- 2016 — «В очікуванні варварів» Джон М. Кутзее. Режисер А. Марін — Дівчина, Дівчинка без сну
- 2017 — «Катерина Львівна» за нарисом Н. Лєскова «Леді Макбет Мценського повіту». Режисер А. Сігалова — Ксенія
- 2019 — «Матроська тиша» А. Галича. Режисери В. Машков і А. Марін — Роза Гуревич
- 2019 — «Ревізор» Миколи Гоголя. Режисер — С. Газаров — Анна Андріївна
- 2019 — «Моя прекрасна леді» Алана Джея Лернера і Фредеріка Лоу. Режисер — А. Сигалова — місіс Пірс
- 2020 — «Блакитне щеня» Ю. Ентіна, Г. Гладков. Режисер — М. Владимиров — Риба-Пила
- 2020 — «І нікого не стало» А. Крісті. Режисер — В. Машков — місіс Роджерс

### Ролі в кіно
| Рік  |    | Назва                                                  | Роль                                 |             |
| ---- | -- | ------------------------------------------------------ | ------------------------------------ | ----------- |
| 2006 | ф  | Алмази на десерт                                       |                                      | епізод / ру |
| 2007 | с  | Служба довіри (10-я серія «Помилка»)                   | Юля Коркина                          | ру          |
| 2009 | ф  | Полювання                                              | Елга                                 | ру          |
| 2010 | ф  | Щур                                                    | дружина Андрія Оксана                | ру          |
| 2011 | с  | Контргра                                               | Ельжбета                             | ру          |
| 2011 | с  | Небесний суд                                           | Ліліт                                | ру          |
| 2012 | ф  | Жити                                                   | Томка                                | ру          |
| 2012 | ф  | Андрійко                                               | Ліза                                 | ру          |
| 2012 | ф  | Небесні дружини лугових марі                           | Оразві                               | ру          |
| 2013 | с  | Відлига                                                | кінооператор Люся Полініна           | ру          |
| 2014 | с  | Небесний суд. Продовження                              | Ліліт                                | ру          |
| 2014 | с  | Прощай, кохана!                                        | Оксана Троянова                      | ру          |
| 2014 | с  | Чудотворець                                            | Зоя Хрульова                         | ру          |
| 2015 | с  | Місто                                                  | Майя Анціфірова                      | ру          |
| 2016 | с  | Частка всесвіту                                        | астронавт Меганом Райт               | ру          |
| 2016 | ф  | Країна чудес                                           | офіціантка                           | ру          |
| 2016 | ф  | Слідчий Тихонов                                        | Єлизавета Благолєпова                | ру          |
| 2016 | кф | Фонограф                                               | піаністка Олександра Іванівна Губерт | ру          |
| 2016 | ф  | Петербург. Тільки по любові (Історія 1-я «Сни Йосипа») | Люба                                 | ру          |
| 2017 | ф  | Великий                                                | Свєтка                               | ру          |
| 2018 | ф  | Серце світу                                            | Даша                                 | ру          |
| 2018 | ф  | Операція "Сатана"                                      | Лора Купер                           | ру          |
| 2019 | с  | Дипломат                                               | пані ван дер Більдт                  | ру          |
| 2019 | с  | Відчайдушні                                            | Руднєва, приватний детектив          | ру          |
| 2021 | с  | Пробудження                                            | Віра, психотерапевт (ру)             |             |